# Tunguski narodi
Tunguski narodi (ponekad i Tungusko-mandžurski narodi). Ime jednoj od tri glavne grane altajske etnolingvističke porodice nastanjenih u području Sibira i Mandžurije u Kini. Ovu grupu čine više manjih plemena: Eveni ili Lamuti (12 800, 1979.), Evenki ili Tunguzi  (28 000 u Rusiji 1979.; 10 000 u Kini 1990; 2,000 u Mongoliji), Goldi ili Nanajci (12 000 u Rusiji 1993. i 4 245 u Kini 1990.), Negidali (500, 1991.), Oroči (1 200, 1979.), Orok (317, 1979.), Udegejci (1 600, 1991), Ulči (Ulchi; 2 500, 1979.), 
Područje istočne Mandžurije tunguska plemena nastanila su prije nekih 600 godina, a prije nekih 3 stoljeća organizirali su se u snažnu državu u sjevernoj Kini. Konfederaciju što su je stvorili poznata kao Jurčen (Džurdži), ili dinastija Jin (1115-1234) srušile su mongolske horde 1234. Nakon pada Jina, glavnina Jurčena ostala je u Kini i južnoj Mandžuriji, ali su kompletno sinicizirani od Kineza, usprkos zabrani sklapanja brakova s pripadnicima naroda Han.  

## Vanjske poveznice
- Language Family Trees: Tungus